# Leningitij
Leningitij är ett utdött australiskt språk. Leningitij talades i Queensland och tillhörde de pama-nyunganska språken.